# گلوگاه (زاهدان)
گلوگاه روستایی در دهستان شورو بخش کورین شهرستان زاهدان استان سیستان و بلوچستان ایران است.

## جمعیت
بر پایه سرشماری عمومی نفوس و مسکن در سال ۱۳۹۵ جمعیت این روستا ۱٬۱۴۷ نفر (۲۹۴خانوار) بوده‌است.